# Wichturm

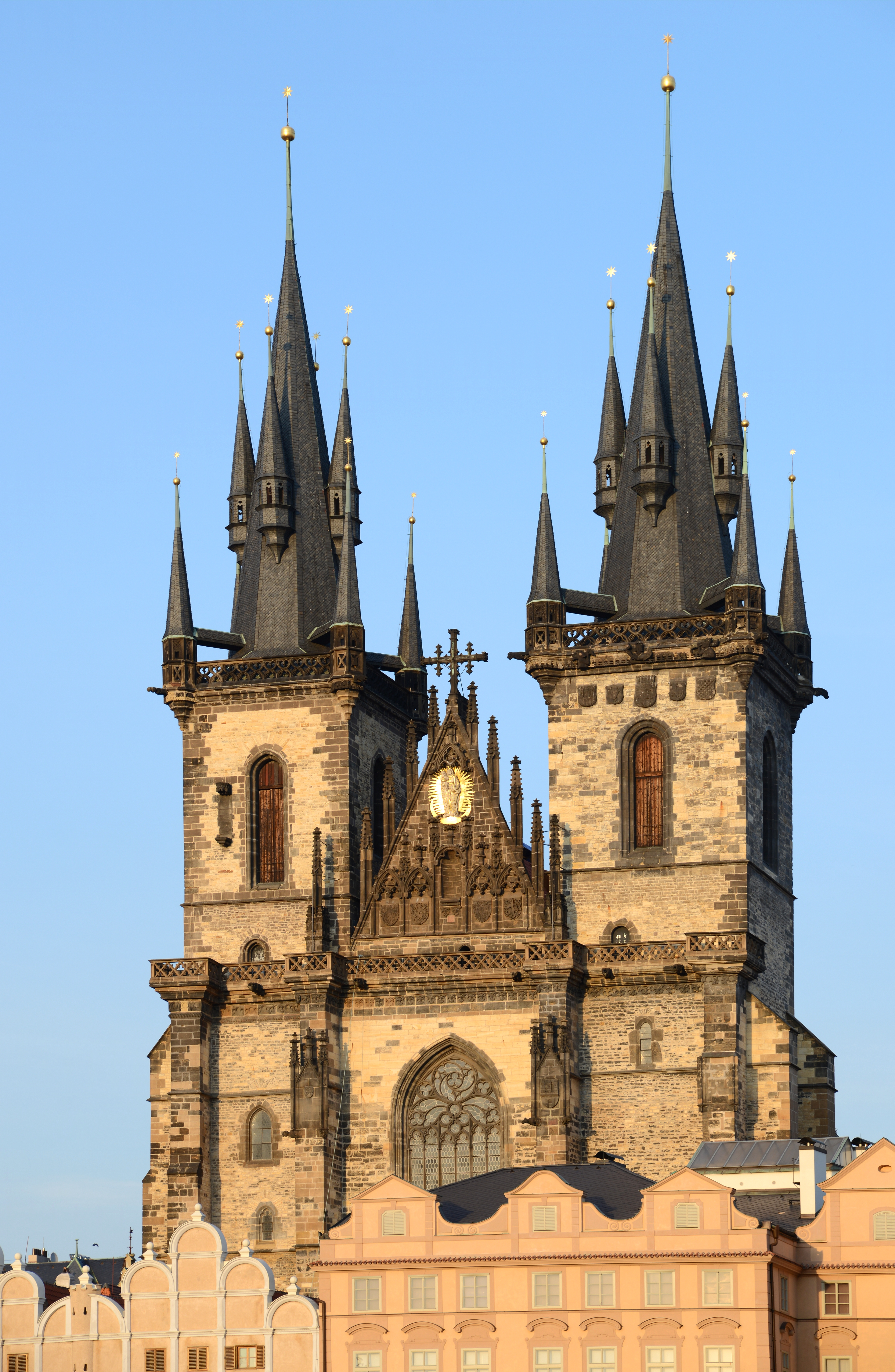
Wichtürme am Turmhelm der Teynkirche in Prag

Als Wichturm wird ein kleines, nicht in der Bauwerksachse liegendes Türmchen auf Traufhöhe eines Turms oder Gebäudes bezeichnet.
Wichtürme finden sich oft an den vier Ecken der Basis des Turmhelms von Kirchtürmen, so etwa bei St. Katharinen in Wolmirstedt oder der hier abgebildeten Teynkirche, die auf halber Höhe über weitere Türme verfügt. Auch an Stadttürmen und Stadttoren finden sich Wichtürme. Siehe dazu auch Wiekhaus.

## Etymologie
Die Etymologie des Begriffes ist umstritten. Zum einen könnte er von althochdeutsch wichan: (aus der Achse weichen) stammen, zum anderen aus dem lateinischen porta vici (Stadttor) abgeleitet sein.